# 少数民族
少数民族（英语：Ethnic minority），指主体民族以外人口比例占少数的族群。少数民族可以是原住民族，也可以是外来民族，来源真实可靠且较为全面完整的各类考古学资料可用于对此二者加以鉴别区分。由于少数民族在居住地的比例以及他们与多数不同的风俗习惯、宗教信仰、语言、傳統服饰等特质，国际法中有一些保护少数民族的专门规定。

## 舊世界
亚洲的越南、泰国、中华人民共和国、伊朗、土耳其，欧洲的英国、西班牙、俄罗斯联邦、乌克兰、罗马尼亚等都是公认的多民族国家，并且都有某一个民族在人口比例、政治经济、语言文化等方面均占据绝对的优势，因而存在“少数民族”的概念。
亚洲的印度、巴基斯坦、菲律宾、印度尼西亚，美洲的玻利维亚等虽然也有“民族”概念并存在多个土生民族，但没有任何一个民族在人口数量和语言文化上占据无可争议的绝对优势，因而在论及这些国家时一般不说“少数民族”，而说“少数族群”或“少数族裔”。

## 新世界
美洲和澳洲一般没有“少数民族”的概念，而称为“少數族裔”或者“少数族群”，标示族群的名称往往是粗略的地理或国家名称，例如来自非洲的称为非裔、来自南亚的称为南亚裔、来自朝鲜半岛称为韓裔、来自中國称为華裔。

## 單一族群國家
亚洲的日本、大韓民國、朝鮮民主主義人民共和國及蒙古，欧洲的法国、希腊都不进行民族划分，但实际上都拥有不止一个世居民族，但官方或法律並不承認。阿伊努人和琉球人古代并不受日本统治，当地语言风俗与日本迥异。但自1899年3月2日颁布《北海道旧土人保護法》以来，日本官方開始拒绝认为北海道的阿伊努人与冲绳的琉球人等为少数民族，而将之定为大和族的一支，古代各时期的中國移民也被视为大和族。

## 部分地域最多的少数民族

### 亞洲
- 中国大陆：壮族
- 蒙古：哈薩克族
- 日本：琉球族
- 台灣：阿美族
- 香港：印尼人
- 澳門：土生葡人
- 菲律賓：他加祿人
- 新加坡：馬來人
- 馬來西亞：華人
- 越南：岱依族
- 柬埔寨：占族
- 泰國：華人
- 緬甸：掸族
- 印度：旁遮普人
- 巴基斯坦：普什圖人
- 斯里蘭卡：坦米爾人
- 孟加拉國：查克玛人
- 阿富汗：塔吉克人
- 伊朗：阿塞拜疆人
- 土耳其：庫爾德人
- 伊拉克：庫爾德人
- 敘利亞：库尔德人
- 以色列：阿拉伯人
- 哈薩克：俄羅斯人
- 吉爾吉斯：俄羅斯人

### 歐洲
- 俄羅斯：鞑靼人
- 烏克蘭：俄羅斯人
- 白俄羅斯：俄羅斯人
- 拉脫維亞：俄罗斯人
- 格魯吉亞：亚美尼亚人
- 聶斯特河沿岸：俄羅斯人
- 匈牙利：羅姆人
- 羅馬尼亞：匈牙利人
- 保加利亞：土耳其人
- 希臘：阿爾巴尼亞族
- 塞爾維亞：匈牙利人
- 克羅地亞：塞爾維亞人
- 波士尼亞與赫塞哥維納：塞爾維亞人
- 英國：苏格蘭人
- 法國：布列塔尼人，巴斯克人，科西嘉人等等
- 德國：丹麥人
- 奧地利：南斯拉夫人（克羅地亞人、斯洛文尼亞人）
- 瑞士：法蘭西人
- 荷蘭：弗里斯蘭人
- 比利時：瓦隆人
- 西班牙：加泰罗尼亚人
- 波蘭：西里西亞人
- 捷克：摩拉維亞人
- 斯洛伐克：匈牙利人

### 非洲
- 蘇丹：富爾人
- 埃及：科普特人
- 肯亞：盧希亞族
- 南蘇丹：丁卡族

### 大洋洲
- 新西兰：毛利人

### 中国部分一級行政區内最多的少数民族

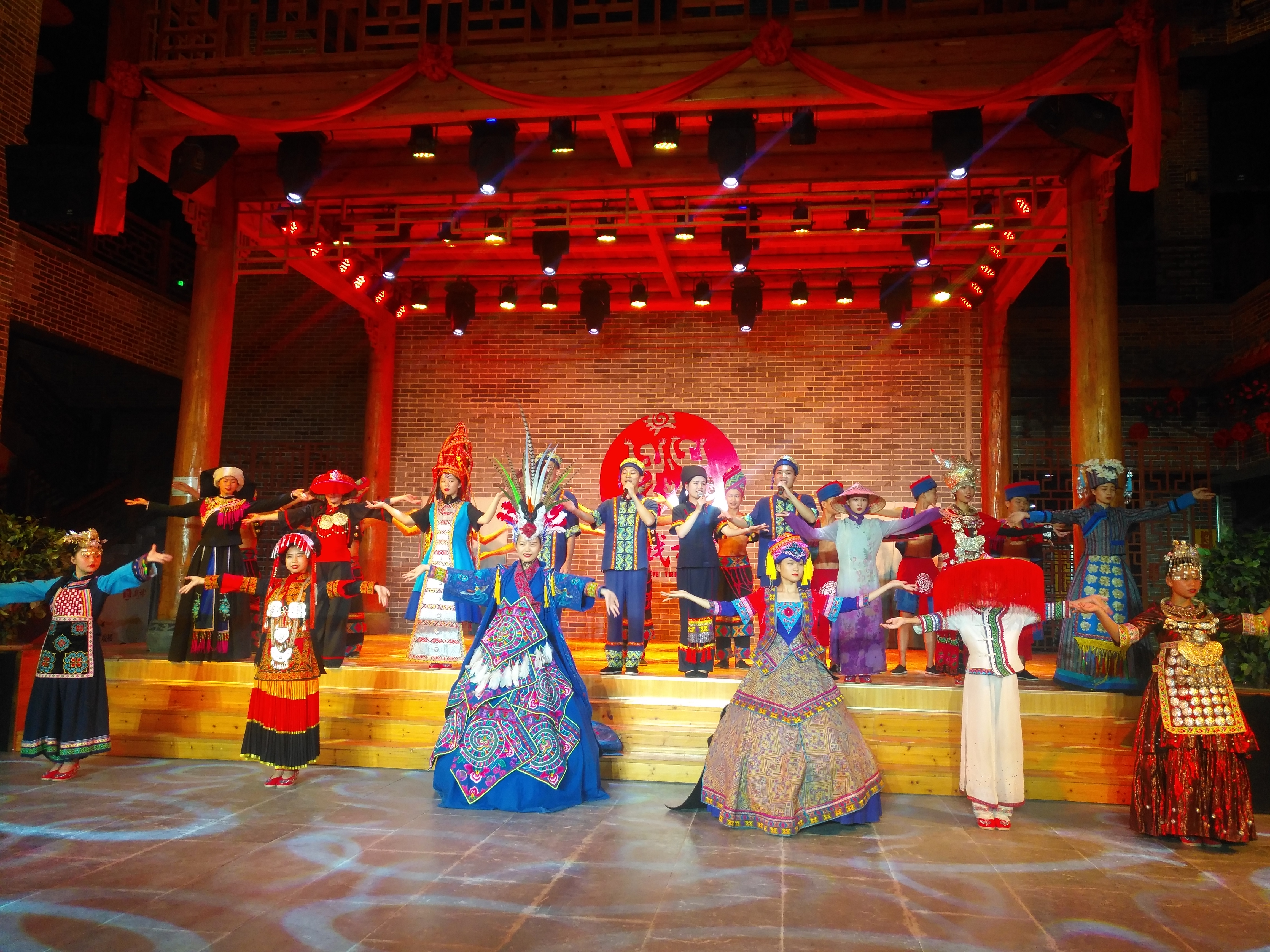
在广西阳朔戏楼举办的“桂秀”少数民族非遗文艺展演

#### 省
- 云南：彝族
- 青海：藏族
- 贵州：苗族
- 四川：彝族
- 湖北、湖南：土家族
- 甘肃：回族
- 辽宁、黑龙江：满族
- 吉林：中国朝鲜族
- 浙江、福建：畲族
- 海南： 黎族

#### 直轄市
- 北京市：满族
- 上海市：回族
- 重庆市：土家族

#### 特別行政区
- 香港：印尼人
- 澳門：土生葡人

#### 民族自治区
- 新疆：区内主要民族为维吾尔族（45%），汉族为自治区内最大少数民族。
- 西藏：自治区内主体民族为藏族（92%），汉族为自治区内最大少数民族。
- 宁夏、广西、内蒙古：汉族为区内主体民族，自治区内最大少数民族则分别为回族、壮族和蒙古族。